# Митрополит нишки Григорије
Григорије Србин (Кожин, ? — Ниш, 18. октобар 1842) био је архиепископ и митрополит нишки и први српски јерарх у Нишу након укидања Пећке патријаршије 1766. године.

## Биографија
Рођен је у селу Кожин у трнском округу. Први податак о његовом присуству у Нишу записан је у првој половини 19. века, где се он већ ту налазио 1819. као клирик. Претпоставља се да је био ђакон митрополита нишког Мелетија, јер је био један од сарадника у школи коју је он основао 1819/20. године. Не зна се тачно када је постао митрополит нишки, али се претпоставља да је то било пре 1833. године, док га Јован Хаџи Васиљевић помиње као архиепископа нишког већ 1827. године.
Био је познат по просветној делатности. У школи митрополита Мелетија учитељи, поред ђакона Григорија, били су поп Цветко, поп Васко, поп Петар и поп Мита. Ђаци су се учили писмености из богослужбених књига Часослова и Псалтира, а настава је била на словенском, односно славеносербском језику. Као митрополит, Григорије је био на челу свих црквено-школских општина у нишкој митрополији. Постављао је учитеље, вршио надзор над њима и одређивао из којих ће се књига учити. Био је велики љубитељ српске народне књижевности, посебно Доситеја Обрадовића.
За време његовог владичествовања велики број цркава и манастира је обновљен или изнова подигнут. Тако је 1839. године проширена катедрална црква нишке митрополије посвећена светим Архангелима. Цркву и митрополита Григорија је посетио 17. фебруара 1840. године кнез Михаило Обреновић са својом мајком књегињом Љубицом по повратку из Цариграда. Осветио је 1. септембра 1837. године цркву Габровачког манастира, а 1838. завршио је обнову манастира светог Јована Крститеља у Горњем Матејевцу и подигао нову манастирску цркву. Исте године подигнуте су и црква Вазнесења Господњег у Горњем Матејевцу, светих Архангела у Доњем Матејевцу, Успења Пресвете Богородице у Гркињи, Вазнесења Господњег у Крчимиру, светог Николаја Мириликијског у Каменици, јуна исте године освећена је лесковачка црква Оџаклија, посвећена Рођењу Пресвете Богородице и обновљена црква Свете Тројице у Бабичком. Године 1839, подигнуте су цркве у Доњем Међурову посвећене Пресветој Богородици и у Миљковцу, посвећена Успењу Пресвете Богомајке, која је освећена на Видовдан 28. јуна.
Митрополит Григорије је умро 18. октобра 1842. године и сахрањен је иза мале саборне цркве светих Архангела у Нишу.